# Cloruro di rutenio(IV)
Il cloruro di rutenio(IV) o tetracloruro di rutenio è il composto binario con formula RuCl4, dove il rutenio è nello stato di ossidazione +4. Gli altri cloruri di rutenio noti sono RuCl3 e RuCl2. RuCl4 è un solido di colore rosso, molto instabile, che già alla temperatura di -30 °C si decompone formando RuCl3.
RuCl4 si forma in fase vapore al di sopra di 650 °C tramite la reazione
{\displaystyle {\ce {RuCl3(s) + 1/2Cl2(g) <=> RuCl4(g)}}}
RuCl4(g) al di sopra di 853 °C si decompone formando RuCl3(g).